# Pierino contro tutti
Pierino contro tutti è un film del 1981 diretto da Marino Girolami.
Per Alvaro Vitali, nei panni di Pierino, è il debutto nel ruolo di protagonista.
È il primo film della fortunata serie di Pierino, serie basata sulle popolari barzellette e storie a proposito del giovanissimo discolo. Nell'arco di un anno fece seguito Pierino colpisce ancora (mentre l'ultimo, Pierino torna a scuola, uscì nel 1990) e gli "apocrifi", ovvero non interpretati da Vitali, Pierino il fichissimo con Maurizio Esposito, Pierino la peste alla riscossa! con Giorgio Ariani, Che casino... con Pierino! con Roberto Gallozzi, Messo comunale praticamente spione con Tony Raggetti ed un film con una versione del personaggio al femminile, Quella peste di Pierina con Marina Marfoglia.

## Trama

La supplente Rizzi e Pierino in uno scatto di scena

Pierino è un ragazzino irrequieto che combina scherzi dovunque e a chiunque: alla sorella, all'osteria del padre e soprattutto a scuola. Prende di mira in particolare la signorina Mazzacurati, sua maestra dal carattere burbero ed isterico, che sta cercando di conquistare invano il professor Celani, l'insegnante di educazione fisica. Un giorno Pierino risponde a una domanda in maniera volgare e viene cacciato dalla classe, decidendo quindi di architettare uno scherzo in cui dapprima fa urinare addosso la signorina Mazzacurati e successivamente le procura una frattura al braccio tagliandole la sedia con una sega.
A causa di questo incidente viene chiamata in sostituzione una supplente, la giovane e bella signorina Rizzi, di cui Pierino si innamora sin da subito. Ben presto però il ragazzino deve fare i conti con il professor Celani, che sin dal primo incontro con la supplente fa capire le sue intenzioni di conquistarla. Pierino organizza tutta una serie di scherzi per vendicarsi del professore, causando anche la frattura di una gamba all'uomo. Dopo una serie di scherzi, tra i quali uno molto pesante nei confronti della giovane supplente Rizzi, Pierino viene mandato in presidenza e, di conseguenza, viene perdonato ma quando il preside gli chiede un gesto come risposta, il protagonista manda a quel paese l'uomo e tutti i professori davanti a suo nonno che l'aveva accompagnato facendo il gesto dell'ombrello.

## Produzione
L'idea del film nasce in seguito a un progetto mancato di Alvaro Vitali. Infatti il suo agente gli propose di girare un film con Lino Banfi, in quanto voleva che i due diventassero una coppia fissa; ma Banfi non accettò sicché, essendo privo di impiego, il regista Marino Girolami lo scelse per girare un film su Pierino, poiché aveva intenzione di girare un film su questo personaggio, poiché era un personaggio presente nelle barzellette, ma non aveva una storia e un'identità.

## Accoglienza

### Incassi
Nonostante il budget limitato, fu un grande successo, incassando circa dieci miliardi di lire.
È stato distribuito anche in Spagna, Francia e Germania, oltre ad ottenere una buona diffusione in vari paesi dell'Europa dell'Est. Nei paesi anglofoni è stato distrubuito come Desirable Teacher dalla MYA Communication in home video.